# Ab Gietelink
Albert Cornelis (Ab) Gietelink (Almelo, 26 januari 1959) is een Nederlands auteur, journalist, toneelregisseur, acteur en producent.

## Biografie

### Theaterloopbaan
Hij studeerde aan de Universiteit van Amsterdam af in de rechten en filosofie, alvorens zich toe te leggen op theater. In 1984 richtte hij Stichting Theater Nomade op om een basis te geven aan zijn onderzoek naar experimentele theatervormen. Zijn werk kenmerkt zich door een documentairestijl met zowel Nederlands historisch als ook actueel politiek engagement. Zijn oriëntatie daarin is te omschrijven als vrijzinnig-kritisch en postmodern. Hij was 30 jaar lid van GroenLinks (1990-2020).
Sinds 1997 realiseerde Gietelink in samenwerking met partnerorganisaties honderden historische theatervoorstellingen op bijzondere locaties in Nederland. Bij de theaterprojecten is hij veelal verantwoordelijk voor tekst, regie, toneelbeeld, een hoofdrol en producentschap.
Daarnaast schreef hij columns, artikels en boeken.

### Coronacrisis
Nadat Theater Nomade door de coronamaatregelen werd stilgelegd, ontwikkelde Gietelink als programmamaker voor internettelevisiebedrijf Café Weltschmerz het project 'Covid19, Kritische perspectieven' waarvoor hij tientallen interviews, korte colleges en columns maakte. Enkele van de video's, waarin een huisarts aan het woord kwam, werden door YouTube verwijderd omdat het volgens de gebruikersvoorwaarden niet toegestaan is desinformatie over medicatie te verspreiden. Dit was volgens YouTube het geval, waarop Gietelink met de betreffende huisarts de verwijdering aanvocht in een rechtszaak tegen Google. Ze werden door de rechter in het ongelijk gesteld omdat de huisarts zich te stellig uitliet over het succes van de werking van hydroxychloroquine. Een gesprek tussen Ab Gietelink en Maarten Keulemans (wetenschapsredacteur de Volkskrant) werd door Café Weltschmerz bewust niet online geplaatst, omdat "het van beide kanten een ondermaats debat was". Keulemans vermoedde dat de video niet online kwam omdat hij "Ab onder tafel lulde" en noemde het "on-ge-looflijk". Een back-up van de verborgen video dook toch op en ging viral.
Tijdens de coronapandemie spande Gietelink samen met Viruswaarheid in augustus 2020 een kort geding aan tegen de toen geldende mondkapjesplicht op een aantal drukke locaties in Amsterdam, omdat het nut niet bewezen zou zijn en het de persoonlijke levenssfeer te zeer zou inperken. De rechter concludeerde echter dat de tijdelijke plicht niet onrechtmatig was.
Gietelink was lijstduwer voor Hart voor Vrijheid tijdens de Tweede Kamerverkiezingen 2021 en in 2022 lijsttrekker van Hart voor Vrijheid afdeling Amsterdam voor de gemeenteraadsverkiezingen. De partij kreeg geen zetels in Amsterdam. Sinds 2022 is hij ook te zien bij blckbx.

### Oorlog in Oekraïne
In oktober 2021 is Gietelink een YouTubekanaal begonnen onder de naam Alternatief.tv, waarin hij columns en interviews over tal van maatschappelijke en politieke onderwerpen kritisch aan het licht brengt. Als rode draad is daarbij een kritische en pacifistische visie op de oorlog in Oekraïne duidelijk te onderscheiden. Hij brengt columns, lezingen en toespraken over het onderwerp en is een van de initiatiefnemers voor een Nederlandse vredesbeweging. In april 2023 bundelde Gietelink 42 artikelen, manifesten, brieven, columns en interviews over het onderwerp in zijn boek Tunnelvisies - Hoe realiseren we vrede in Oekraïne?

## Journalist
Ab Gietelink is lid van de Vrije Vereniging voor Jornalisten (VVJ)
- April 2020 tot Juni 2021 - Weltschmerz
- 2021 - Alternatief.TV columns, brieven, interviews op zijn eigen internetstation (alternatief.tv)
- 2021 - Redacteur bij De Andere Krant
- 2022 - Columns bij Blckbx

## Theaterprojecten
Hij produceerde, regisseerde, bewerkte en schreef diverse theaterstukken.
- 1985 - Gaia Tragoedia (bewerking)
- 1987 - Het Artoreflexief Laboratorium (bewerking)
- 1987 - The end of theatre or we sign for Moscow (bewerking)
- 1987 - Faust, Visueel, Fysicaal (bewerking)
- 1990 - Paradise/Paradox
- 1991 - Kabinet 1917
- 1992 - Babylon - Saddam en Ik
- 1993 - Het Hollandsch Kabinet
- 1994 - Don Quichot in Holland
- 1994 - Jeltsin Rex
- 1995 - Batavia
- 1997 - Het Academisch Kabinet
- 1998 - De [Heeren Zeventien
- 1999 - De Raadvergadering
- 2000 - Deshima, 400 jaar Nederland-Japan
- 2001 - Holland-Amerika Lijn
- 2002 - De Vliegende Hollander
- 2003 - Gijsbrecht van Aemstel (bewerking)
- 2004 - Het Beloofde Land
- 2005 - Hamlet (bewerking)
- 2006 - Faust (bewerking)
- 2007 - Max Havelaar (bewerking)
- 2008 - Gijsbrecht van Aemstel / Anti Global (bewerking)
- 2009 - Neerlands Trots in Barre Tijden, deel 1
- 2010 - Neerlands Trots in Barre Tijden, deel 2
- 2011 - Danton en de Franse Revolutie (bewerking van Dantons Tod van Georg Büchner)
- 2012 - The Kings Speech, David Seidler (bewerking)
- 2013 - Wij verlangen onze vrijheid!
- 2014/2015 - Anthony Fokker
- 2015 - Anthony Fokker Reprise
- 2016 - 14-18
- 2017 - 14-18 Reprise
- 2018 - De Leugen Regeert!
- 2019 - Willem van Oranje
- 2020 - COVID19 - Kritische Perspectieven

## Boek en dvd-publicatie
- Essaybundel "Hollandse Horizonten" (culturele essays, redactie), Amsterdam 1992
- De Angst voor de Zondvloed (politieke essays), Amsterdam 1994
- Holland-Amerika Lijn, documentaire theatertekst, Amsterdam 2001
- Gijsbreght van Aemstel, historische en theaterteksten, Amsterdam 2003
- Het Beloofde Land, politieke theatertekst, Amsterdam 1997/2004
- Theater Nomade 1984-2006, verzameld theaterwerk, Amsterdam 2006
- Max Havelaar, Historische en theaterteksten, Amsterdam 2007
- Gijsbrecht van Aemstel / Anti Global, Historische en theaterteksten, Amsterdam 2008
- The Kings Speech, originele theatertekst van David Seidler, met programmaboek, Amsterdam 2012
- Anthony Fokker, documentaire op dvd & booklet, Amsterdam 2014
- Tunnelvisies - Hoe realiseren we vrede in Oekraïne?, Amsterdam 2023